# Исламей (село)
Исламе́й (кабард.-черк. Ислъамей) — село в Баксанском районе Кабардино-Балкарской Республики.
Образует муниципальное образование «сельское поселение Исламей», как единственный населённый пункт в его составе.

## География

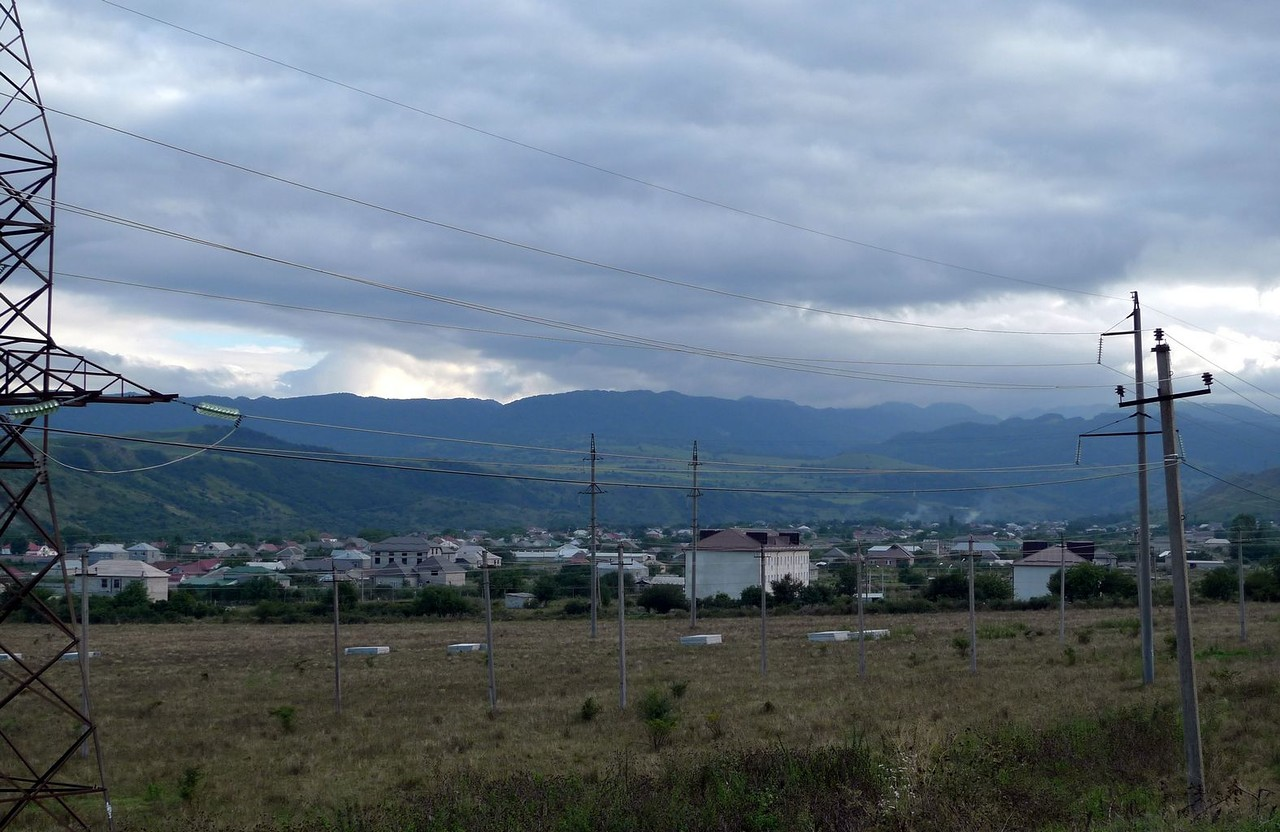
Вид на село с правого берега реки Баксан

Селение расположено в центральной части Баксанского района, на левом берегу реки Баксан. Находится к юго-западу от районного центра города Баксан (от которого отделён федеральной автотрассой Кавказ) и в 30 км к северо-западу от Нальчика. 
Вдоль северной окраины села проходит федеральная автотрасса «Кавказ» Р217. К востоку, вдоль противоположного берега реки Баксан проходит региональная автотрасса А-158 «Прохладный—Баксан—Эльбрус», ведущая в национальный парк Приэльбрусье.
Общая площадь территории сельского поселения составляет — 91,54 км2.
Граничит с землями населённых пунктов: Атажукино на юге, Нижний Куркужин на западе, Куба-Таба на северо-западе, Псычох на северо-востоке, Дугулубгей и Баксан на востоке.
Населённый пункт расположен в предгорной зоне республики, перед входом в Баксанское ущелье. Рельеф преимущественно холмистый, переходящий на западе в средневысотные хребты, с относительно пологими участками вдоль долины реки Баксан и с резкими обрывами перед рекой. Средние высоты на территории села составляют около 535 метров над уровнем моря. Наивысшей точкой является урочище «Махогапс», чьи высоты достигают отметок в 1 000 метров, и находится к юго-востоку от села, на противоположном берегу реки. 
Гидрографическая сеть представлена бассейном реки Баксан. У северо-западной части села начинается Хатакумский канал, орошающий сельскохозяйственные угодья в северной части Баксанского района. К западу от села протекают реки — Шелтауч, Назаруко, Жигеюко и другие, которые раньше до строительства Хатакумского канала, впадали в Куркужин. 
Климат влажный умеренный, с тёплым летом и прохладной зимой. Среднегодовая температура воздуха составляет около +9,5°С, и колеблется от средних +21,5°С в июле, до средних −3,0°С в январе. Среднесуточная температура воздуха колеблется от −10°С до +15°С зимой, и от +16°С до +30°С летом. Среднегодовое количество осадков составляет около 800 мм. 

## История
Первые упоминания о селении Исламово, встречаются в русских архивных документах 1640 года. В них он числится в составе аулов, принадлежавших кабардинским князьям Атажукиным. Основателем села считается князь Ислам Атажукин (младший сын легендарного кабардинского князя Казия Атажукина).
До 1732 года аул носил название Исламово (кабард.-черк.  — Ислъамей, Ислъам и къуажэ) по имени основателя и его владельца. После аул стал называться именем старшего сына Ислама, Науруза — Наурузово (кабард.-черк. Наурызей). Когда умер Науруз, с 1773 по 1787 года аул носил имя младшего брата Науруза — Картула Исламова.
В 1825 году после окончательного присоединения Кабарды к Российской империи, сыновья Науруза — Бекмурза и Хамурза со своими людьми, и вместе с князьями Таусултаном Али, Мисостом, Кургоко и Мусса Атажукиными ушли за Кубань, чтобы там вместе с другими адыгами продолжить войну. В связи с этим, в 1825 году при переписи населённых пунктов Кабарды, аул в списке поселений не был учтён. В 1840-х годах некоторые из них, в том числе и Наурузовы, вернулись в Кабарду и осели на своих прежних местах.
В 1850-х годах от аула Бекмурзы отделился аул Хамурзы Наурузова. Таким образом, ко времени проведения Земельной реформы в Кабарде в 1865-1867 годах, существовали два аула Наурузовых — Бекмурзы и Хамурзы. В ходе Земельной реформы в 1867 году и программы по укрупнению кабардинских селений, аулы Бекмурзы и Хамурзы Наурузовых были вновь объединены, а к ним также присоединены два соседних аула — Жамбеково (кабард.-черк. Жэмбэч хьэблэ) и аул Мурзабека Тамбиева (кабард.-черк. Мырзэбэчей). За объединённым аулом осталось название Наурузово (кабард.-черк. Нэурызей).
В 1920 году с окончательным установлением советской власти в Кабарде, решением ревкома Нальчикского округа, Наурузово как и другие кабардинские селения было переименовано, из-за наличия в их названиях фамилий княжеских и дворянских родов. В результате село тогда получило название — Кызбурун II.
В 1992 году по просьбе местных жителей селу было возвращено его историческое название — Исламей.
В 1992 году Исламейский сельсовет был реорганизован и преобразован в Исламейскую сельскую администрацию. В 2005 году Исламейская сельская администрация была преобразована в муниципальное образование, со статусом сельского поселения.

## Население
| 1959    | 1979    | 2002    | 2010    | 2012    | 2013    | 2014    |
| ------- | ------- | ------- | ------- | ------- | ------- | ------- |
| 5746    | ↗9048   | ↗10 582 | ↗11 261 | ↗11 354 | ↗11 456 | ↗11 535 |
| 2015    | 2016    | 2017    | 2018    | 2019    | 2020    | 2021    |
| ↗11 625 | ↗11 707 | ↗11 839 | ↗11 903 | ↗11 937 | ↗12 001 | ↘11 760 |
| 2023    | 2024    | 2025    |         |         |         |         |
| ↗11 799 | ↗11 857 | ↗11 927 |         |         |         |         |

Плотность — 130.29 чел./км2.
За межпереписной период (с 2010 по 2021 год) население села увеличилось на 499 чел. (+ 4,43 %).
Национальный состав
По данным Всероссийской переписи населения 2021 года:
| Народ                | Численность, чел. | Доля от всего населения, % | Доля от указавших нац-ть, % |
| -------------------- | ----------------- | -------------------------- | --------------------------- |
| кабардинцы (черкесы) | 11 556            | 98,27 %                    | 99,51 %                     |
| * кабардинцы         | 11 358            | 96,58 %                    | 97,80 %                     |
| * черкесы            | 198               | 1,69 %                     | 1,71 %                      |
| другие               | 57                | 0,48 %                     | 0,49 %                      |
| нет / не указано     | 147               | 1,25 %                     | -                           |
| всего                | 11 760            | 100 %                      | 100 %                       |

По данным Всероссийской переписи населения 2010 года: кабардинцы
— 11 182 чел. (99,30 %). 

## Местное самоуправление
Администрация сельского поселения Исалмей — село Исламей, ул. Эльбрусская, 131.
Структуру органов местного самоуправления сельского поселения составляют:
- Исполнительно-распорядительный орган — Местная администрация сельского поселения Исламей. Состоит из 12 человек.
  - Глава администрации сельского поселения — Ахов Асланбек Беталович (с 10 марта 2006 года).
- Представительный орган — Совет местного самоуправления сельского поселения Исламей. Состоит из 15 депутатов, избираемых на 5 лет[25].
  - Председатель Совета местного самоуправления сельского поселения — Ахов Асланбек Беталович.

## Образование
- МКОУ Средняя общеобразовательная школа № 1 — ул. Эльбрусская, 127.
- МКОУ Средняя общеобразовательная школа № 2 — ул. Надречная, 71.
- МКОУ Средняя общеобразовательная школа № 3 «имени Н.П. Маршенова» — ул. Эльбрусская, 17.
- МКОУ Средняя общеобразовательная школа № 4 — ул. Надречная, 98.
- МДОУ Начальная школа Детский сад № 1 — ул. Надречная, 98.
- МДОУ Начальная школа Детский сад № 2 — ул. Эльбрусская, 126.
- МОУ ДОД Детская Музыкальная школа — ул. Эльбрусская, 131.

## Здравоохранение
- Участковая больница — ул. Красноармейская, 98.

## Культура
- Сельский Дом Культуры — ул. Эльбрусская, 129.

Общественно-политические организации:
- «Адыгэ Хасэ»
- Совет старейшин
- Совет ветеранов труда и войны и др.

## Спорт
В селе действует спортивный клуб «Вымпел», а также 3 спортивных зала в которых в основном занимаются вольной, греко-римской и другими видами борьбы.

## Ислам
В селе действуют три мечети, в составе которых также действуют образовательное медресе:
- Верхняя мечеть «Бжахокуей» — ул. Эльбрусская, 19.
- Нижняя мечеть «Атласкрей» — пер. Шибзухова, 2.
- Центральная мечеть «Исламей» — ул. Евгажукова, 285.

## Экономика
В селе развиты садоводство, виноградарство, растениеводство и животноводство. Наибольшее развитие получило выращивание различных культур горных яблоней.
Функционируют бюджетообразующие предприятия:
- ЗАОр НП «Кабарда»
- ЗАОр НП «Исламей»
- ЗАО «Шалтауч»
- ЗАО «Касбулат»

## Улицы
На территории села зарегистрировано 24 улицы и 52 переулок:
Улицы:

| Ахамготова        |
| Баксанская        |
| Безымянная        |
| Братьев Хамжуевых |
| Евгажукова        |
| Закураева         |
| Кавказская        |
| Кадира Сабанова   |

| Кажарова        |
| Каздохова С.    |
| Каздохова Х.    |
| Кешокова        |
| Красноармейская |
| Малухова        |
| Надречная       |
| Полевая         |

| Революционная |
| Хахова        |
| Хашукаева     |
| Шигалугова    |
| Школьная      |
| Шогенцукова   |
| Эльбрусская   |
| Эльмесова     |

Переулки:

| 70 Лет Победы      |
| Алихбердова        |
| Братьев Бифовых    |
| Братьев Эльдаровых |
| Верхний            |
| Виноградный        |
| Гагарина           |
| Гергова            |
| Гречко             |
| Ерижева            |
| Защитников         |
| Зелёный            |
| Иругова            |
| Кабардинский       |
| Кабельный          |
| Карамурзова        |
| Каскулова          |
| Кирпичный          |

| Крайний      |
| Кызбырунский |
| Мазанова     |
| Мира         |
| Молодёжный   |
| Надречный    |
| Новый        |
| Огородный    |
| Озёрный      |
| Ойтова       |
| Ордокова     |
| Пачева       |
| Первомайский |
| Пионерский   |
| Почтовый     |
| Псычохский   |
| Пятигорский  |

| Садовый      |
| Стадионный   |
| Таёжный      |
| Терчукова    |
| Тихий        |
| Тлекуашева   |
| Улимбашева   |
| Урусова      |
| Хупсергенова |
| Цветочный    |
| Центральный  |
| Чеченова     |
| Чипова       |
| Шарданова    |
| Шаталова     |
| Шибзухова    |
| Шопарова     |

## Известные уроженцы
- Виндижев Арсен Хасанбиевич — советский политический деятель, депутат Верховного Совета СССР.
- Кильчуков Изат Хатимович — советский политический деятель, депутат Верховного Совета РСФСР.
- Калмыков Амур Арсенович — российский футболист, нападающий московского «Торпедо».